# Lådan (film)
Lådan är en svensk komedifilm från 1968. Filmen är en inspelning av revyn Lådan, vilken spelades av Tage Danielsson, Fatima Ekman, Gösta Ekman och Hans Alfredson 1966–1967.

## Handling
Hans Alfredson stiger fram och presenterar revyns syfte: att ge en känga åt presidenterna Lyndon Johnson och Charles de Gaulle samt åt diktatorn Francisco Franco. Revyn avser även att angripa hela det svenska samhället i stort och legitimationstvånget på Systembolaget i synnerhet. Alfredson uttrycker även att han av hänsyn till gästerna i lokalen inte kommer att ta upp hungerproblemet och inte heller rasismen då en färgad kvinna medverkar på scenen. Därför följer en rad sång- och sketchnummer.

## Medverkande
- Tage Danielsson
- Fatima Ekman
- Gösta Ekman
- Hans Alfredson

## Om filmen
Revyn Lådan hade premiär i Uppsala den 12 november 1966 och spelades därefter på Berns i Stockholm från nyåret 1967 till mitten av mars. Totalt gavs 78 föreställningar som sågs av närmare 50 000 personer. Filminspelningen gjordes den 11 februari 1967 på Berns och var ursprungligen avsedd för arkiv- och TV-ändamål. Så blev dock inte fallet utan filmen gick upp på biograferna, med premiär den 24 februari 1968 på biografen Spegeln i Göteborg. Stockholmspremiären inföll den 22 april 1968 på Sturebiografen och under denna närvarade de medverkande skådespelarna och läste upp berömmande recensioner från landsorten samt "en egenhändigt tillverkad cineastisk anticineastisk recension". I september och december visades filmen i Sveriges Television och var då nedkortad från 75 till 72 minuter.